# Човешката пещера
Човешката пещера, известна още и като Селището и Пещерата на живо изгорените, е пещера в Стара планина, България (община Луковит).

## Местоположение
Намира се на около 2,5 км североизточно от село Ъглен, в каньона на река Вит. Под самата пещера има извор със студена вода. Пещерата е с дълбочина 57 метра и денивелация 15 метра. Естествено разделена е на две части, като от дясната ѝ част има изход навън, над пещерата. До двата входа на пещерата в днешно време са изградени каменни стълби.

## История
През август 1877 г. при отстъпването на турците по време на руско-турската война в пещерата са изгорени живи над 130 българи. 
Отстъпващите турски части от войската на Осман паша, след злополучната за османците обсада на Плевен, започват да опустошават околностите на Ъглен. Част от населението на селото намира спасение в Човешката пещера, в която се събират над триста души, главно старци и майки с деца, с надеждата да останат незабелязани. За нещастие техен съселянин, оставен да наблюдава до входа на пещерата, ги издава като гръмва с пищова си срещу ордите, отвеждащи добитъка и опожаряващи къщите на селото.
Видели дима от изстрела, турците намират пещерата и струпват на входа ѝ снопи от нивите, след което ги запалват. Притисналите се един в друг хора вътре изгарят живи или задушени от дима. Единствено няколко младежи и мъже успяват да се изкатерят нагоре към отвора, но там ги чакат турците и ги съсичат. 
В пещерата е поставена паметна плоча с имената на някои от жертвите, чиито имена са известни („Неделя Кръстева с 2 деца, Петрана Михкова с 2 деца, Цветко Петков и жена му, Гана Тодорова и детето й, Мата Стаменова с 3 деца, Мица Стоичкова с детето й...“), и е добавено „Освен тях изгорели са още около 80 души, чиито имена не се знаят“. Най-долу в списъка са изброени имената на измъкналите се от пещерата и заклани от турците.
На върха, където е отворът на пещерата и където са били съсичани изкатерилите се, има поставен голям кръст. Имало е и паметна плоча отгоре, която е съборена от злосторници.